# Othon Friesz

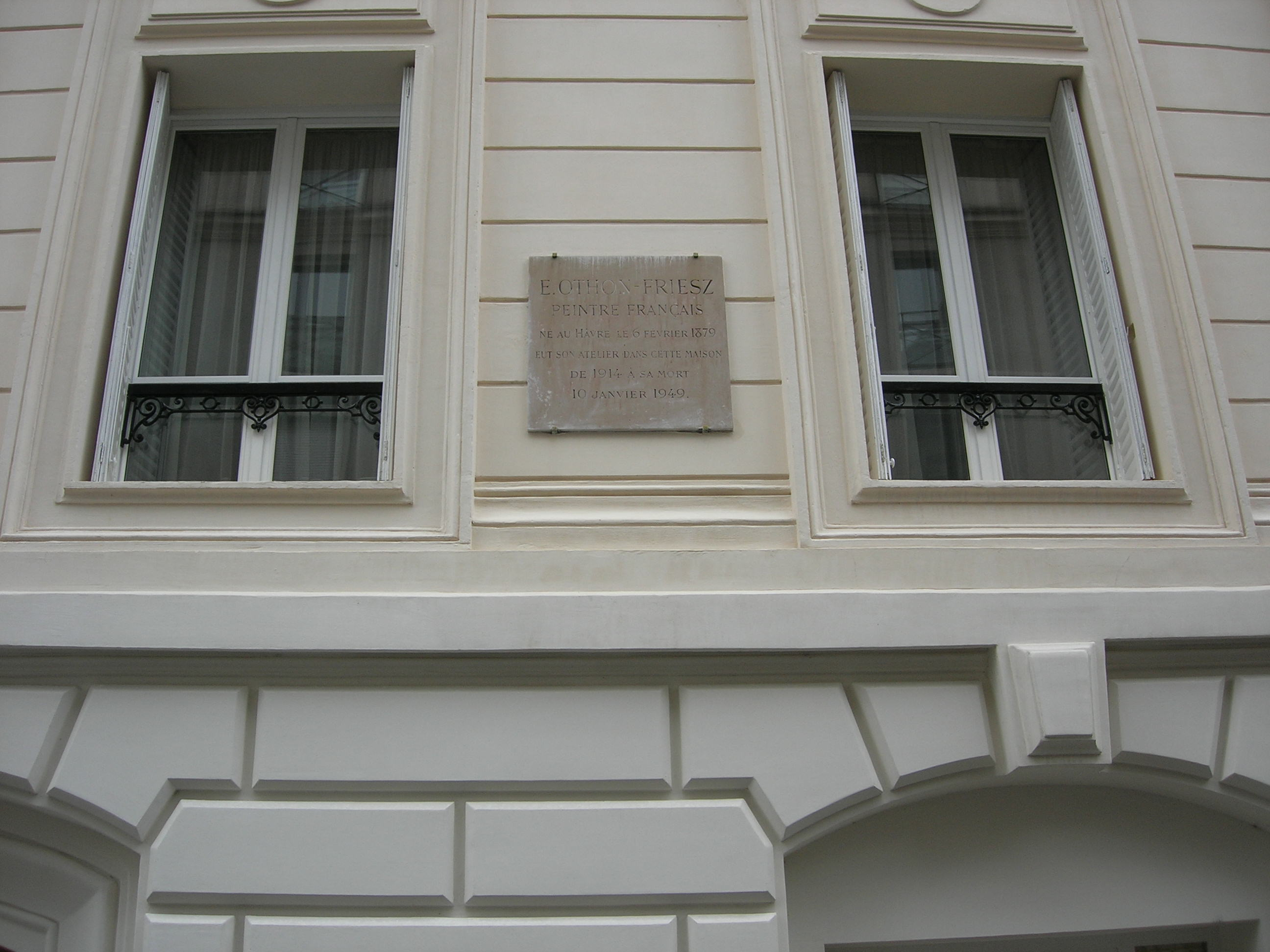
Placa en recuerdo de Othon Friesz, en la fachada del edificio en París que albergó su taller.

Achille-Émile Othon Friesz (El Havre, 6 de febrero de 1879-París, 10 de enero de 1949), originario de Le Havre, fue un pintor francés del movimiento fauvista.

## Vida
Othon Friesz nació en Le Havre, hijo de una larga saga de constructores de barcos y capitanes marinos. Fue a la escuela en su ciudad natal. Mientras estaba en el Lycée encontró a quien sería su amigo de toda la vida, Raoul Dufy. Juntos, estudiaron en la Escuela de Bellas Artes de Le Havre en 1895-96 y luego marcharon a París juntos para profundizar en sus estudios.
En París, Friesz encontró a Matisse, Albert Marquet y Georges Rouault, y como ellos se rebelaron contra la enseñanza académica de Léon Bonnat y se hizo miembro de los Fauves, participando en el Salón de otoño de 1905.
Al año siguiente, Friesz dejó París para regresar a Normandía, y a un estilo de pintura mucho más tradicional, pues había descubierto que sus aspiraciones personales en pintura estaban firmemente arraigadas en el pasado. Abrió su propio estudio en 1912, y enseñó hasta 1914, año en el que se unió al ejército durante la Primera Guerra Mundial.
Regresó a París en 1919, y allí permaneció, excepto por algunos breves viajes a Toulon y a las montañas del Jura, hasta su muerte en 1949, pintando en un estilo completamente apartado del de sus colegas y contemporáneos. Othon Friesz está enterrado en el cementerio de Montparnasse en París. Entre sus pupilos se incluyen a los pintores Marthe Rakine y Heini Waser.

## Obra
Habiendo abandonado los vivaces arabescos y brillantes colores de sus años fauvistas, Friesz regresó a una paleta más sobria, que había aprendido en Le Havre de su profesor Charles Lhuillier, y a su primera admiración por Nicolas Poussin, Jean Siméon Chardin, y Camille Corot. Pintó en un estilo que respetaba las ideas de Cézanne de composición lógica, tonalidad simple, solidez de volumen y clara separación de planos. Un ligero sabor barroco añade vigor a sus paisajes, naturalezas muertas y figuras.
- Jardín en Cap-Burn.

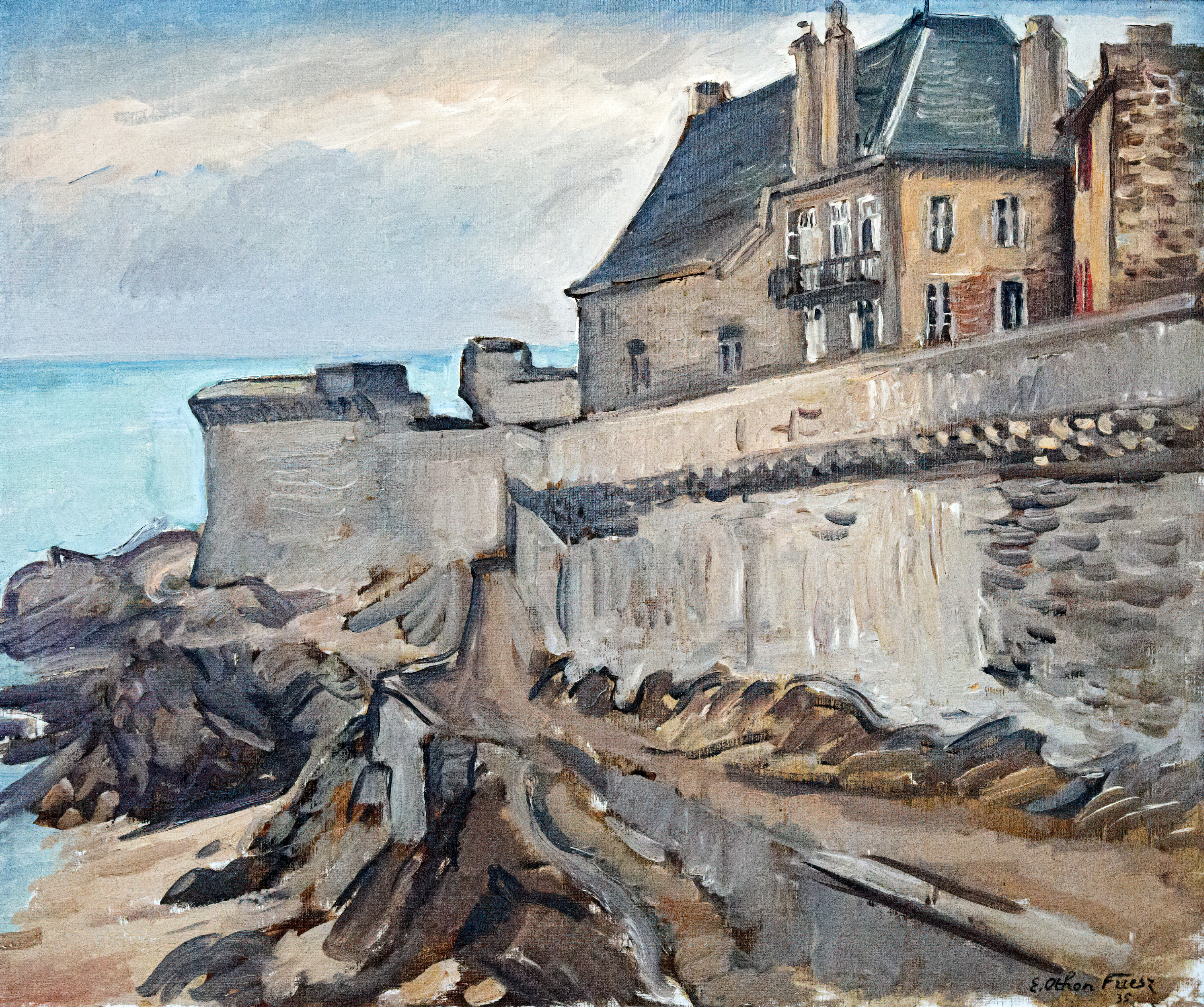
Las murallas de Saint-Malo (1935), Musée Toulouse-Lautrec, Albi

- El castillo de Falaise (por la tarde) (1904) TATE Gallery
- El carro rojo (1905)
- Antwerp (1906)
- La montaña de Santa Victoria (1906)
- La bahía de Cassis (1906)
- El puerto de Anvers (1906)
- Paisaje de la Ciotat (1907)
- La ciudad (1907) Museo Nacional de Gales
- Trabajos de otoño (1907) Museo Hermitage.
- El jardín de Rodín (1908)
- Tejados y catedral de Ruan (1908) Museo Hermitage
- Paisaje con figuras (bañándose) (1909) Museo de Arte Moderno de Nueva York
- La escuela de entrenamiento del circo Madrano (1909)
- Naturaleza muerta y estatua de Buda (1909) Museo Hermitage
- La tentación (Adan y Eva) (1910) Museo Hermitage
- Paisaje provenzal (1914)
- En el jardín del Emir (1916) Museo Nacional de Buenos Aires
- Mujer en la ventana (1919) TATE Gallery
- Naturaleza muerta con peras y melocotones (1920)
- Paisaje del puerto (1920) Museo de Sao Paulo (Brasil)
- Naturaleza muerta con Anemonas (1922)
- El jardín (1930) Museo de Arte Moderno de Nueva York
- Les remparts de Saint-Malo (Las murallas de Saint-Malo)  (1935) , Musée Toulouse-Lautrec, Albi.

## Ilustraciones
- Jean Cocteau, Bertrand Guégan (1892-1943); L'almanach de Cocagne pour l'an 1920-1922, Dédié aux vrais Gourmands Et aux Francs Buveurs[2]

## Enlaces externnos
- Wikimedia Commons alberga una categoría multimedia sobre Othon Friesz.
- The Port of Anvers 1906

- Datos: Q708482
- Multimedia: Othon Friesz / Q708482